# René Char
René Char (L'Isle-sur-la-Sorgue, 14 giugno 1907 – Parigi, 19 febbraio 1988) è stato un poeta francese.

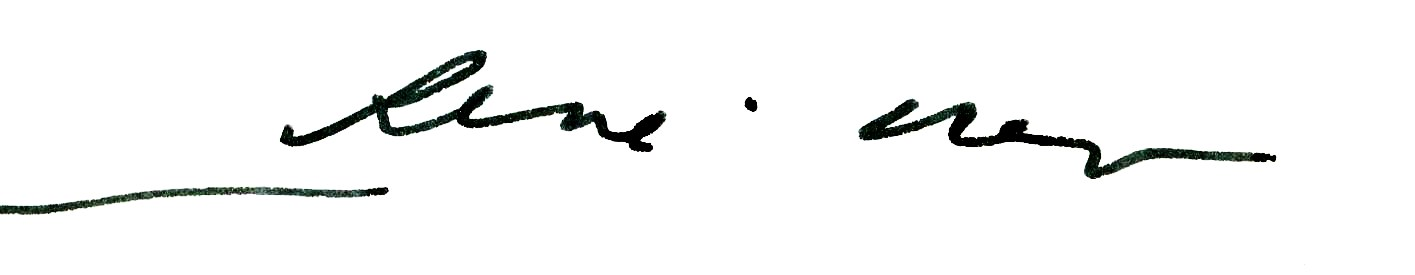
Firma di René Char

Autore di diverse poesie, tra cui Il martello senza padrone (1934), nella quale l'autore riflette la sua esperienza surrealista, e Fogli di Hypnos (1946), opera consistente in brevi e fulminanti riflessioni ispirate dall'esperienza partigiana, vissuta personalmente da René Char (col soprannome di Capitano Alexandre) nell'ambito della resistenza francese, conosciuta dal pubblico italiano grazie alla traduzione di Vittorio Sereni.
Alcune opere dell'autore sono raccolte nel volume Poesie e prose scelte edito nel 1957.
La sua opera poetica ha suscitato notevole interesse anche da parte del poeta ebreo di lingua tedesca Paul Celan, il quale dedicò a René Char una delle sue più celebri poesie, intitolata "Argumentum e silentio", incentrata sul senso della parola poetica come parola di resistenza.

## Biografia

### 1907-1929
René Émile Char era l'ultimo dei quattro figli di Émile Char, commerciante, nato nel  1863 a L'Isle-sur-la-Sorgue, e di Marie-Thérèse Rouget, che Émile aveva sposato nel 1888 in seconde nozze. Marie-Thérèse era la sorella della sua prima moglie, Julia Rouget, morta nel 1886 di tubercolosi dopo un anno di matrimonio. Il padre di René fu sindaco di Isle-sur-la-Sorgue a partire dal 1905, e divenne amministratore delegato della società degli intonacatori di Valchiusa. René trascorse l'infanzia ai « Névons », la grande casa di famiglia la cui costruzione, all'interno di un parco, era stata terminata proprio alla sua nascita. In essa abitavano anche i nonni. Fu circondato dall'affetto di suo padre e fu molto affezionato alla nonna paterna, alla sorella Julia, alla sua madrina Louise Roze e alla di lei sorella Adèle, ma subì il rifiuto ostile di sua madre, di idee opposte a quelle del marito e di suo fratello. La famiglia era solita trascorrere l'estate nella proprietà La Parellie, che si trovava fra l'"Isle" e La Roque-sur-Pernes.

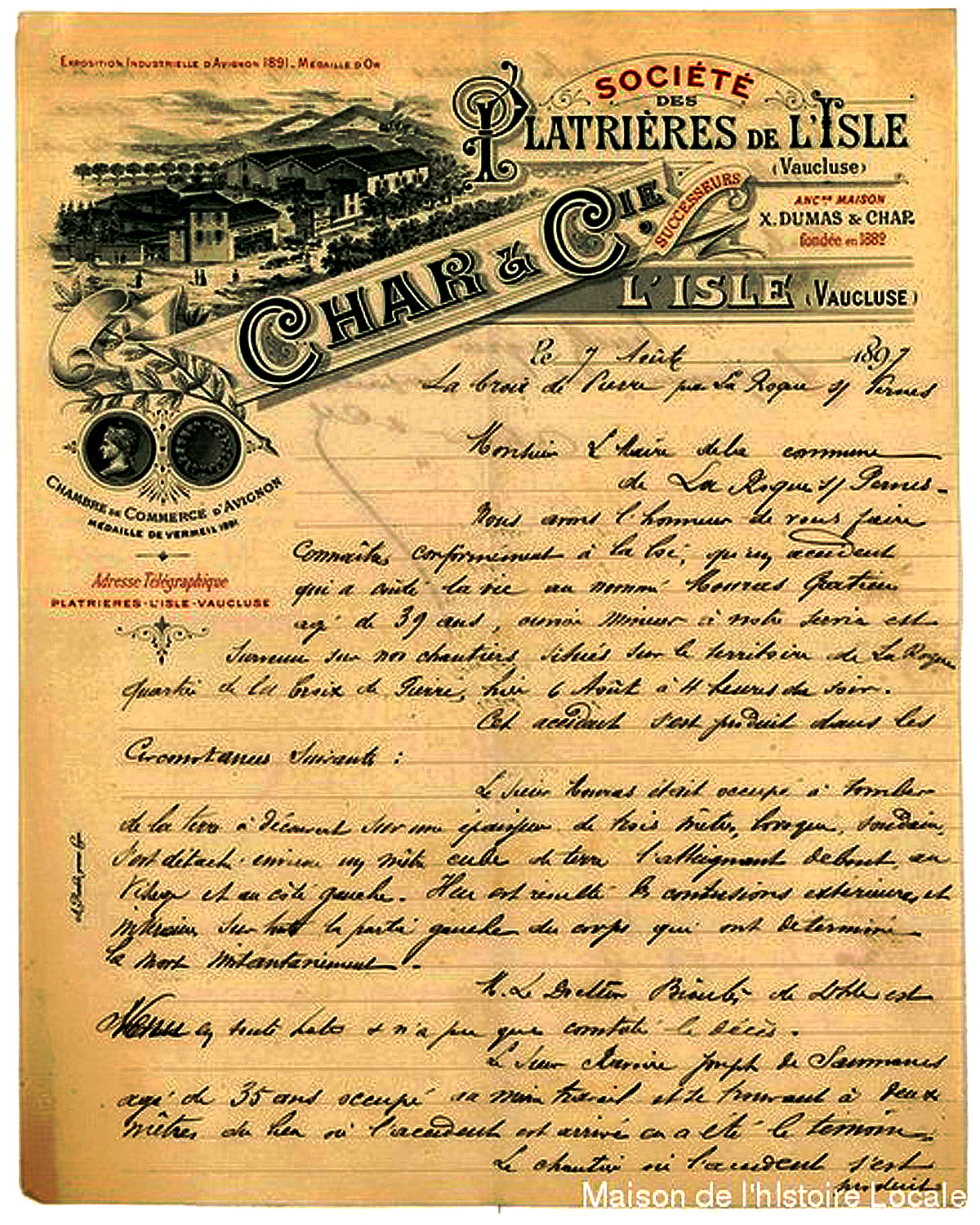
Lettera della Ditta Char della Società Intonacatori dell'Isle

Nel 1913 René iniziò le scuole. Nel 1917, a causa del morso del suo cane che aveva contratto la rabbia, fu uno dei primi a ricevere il vaccino messo a punto da Louis Pasteur presso l'ospedale di Marsiglia. Le condizioni finanziarie della famiglia divennero precarie dopo la morte del padre, avvenuta il 15 gennaio 1918 a causa di un tumore al polmone.
Verso il 1921 René strinse amicizia con Louis Curel, cantoniere, lettore appassionato della Comune di Parigi e membro del Partito Comunista Francese. A Curel Char si ispirò per il personaggio di Auguste Abondance nell'opera Le Soleil des eaux, in cui anche altre persone reali trovarono collocazione: fra queste Jean-Pancrace Nougier detto l'Armurier, che riparava i vecchi fucili, citato anche in Le Poème pulvérisé, i pescatori della Sorgue e qualche vagabondo dal parlare poetico: personaggi che il poeta definì in seguito i "Trasparenti".

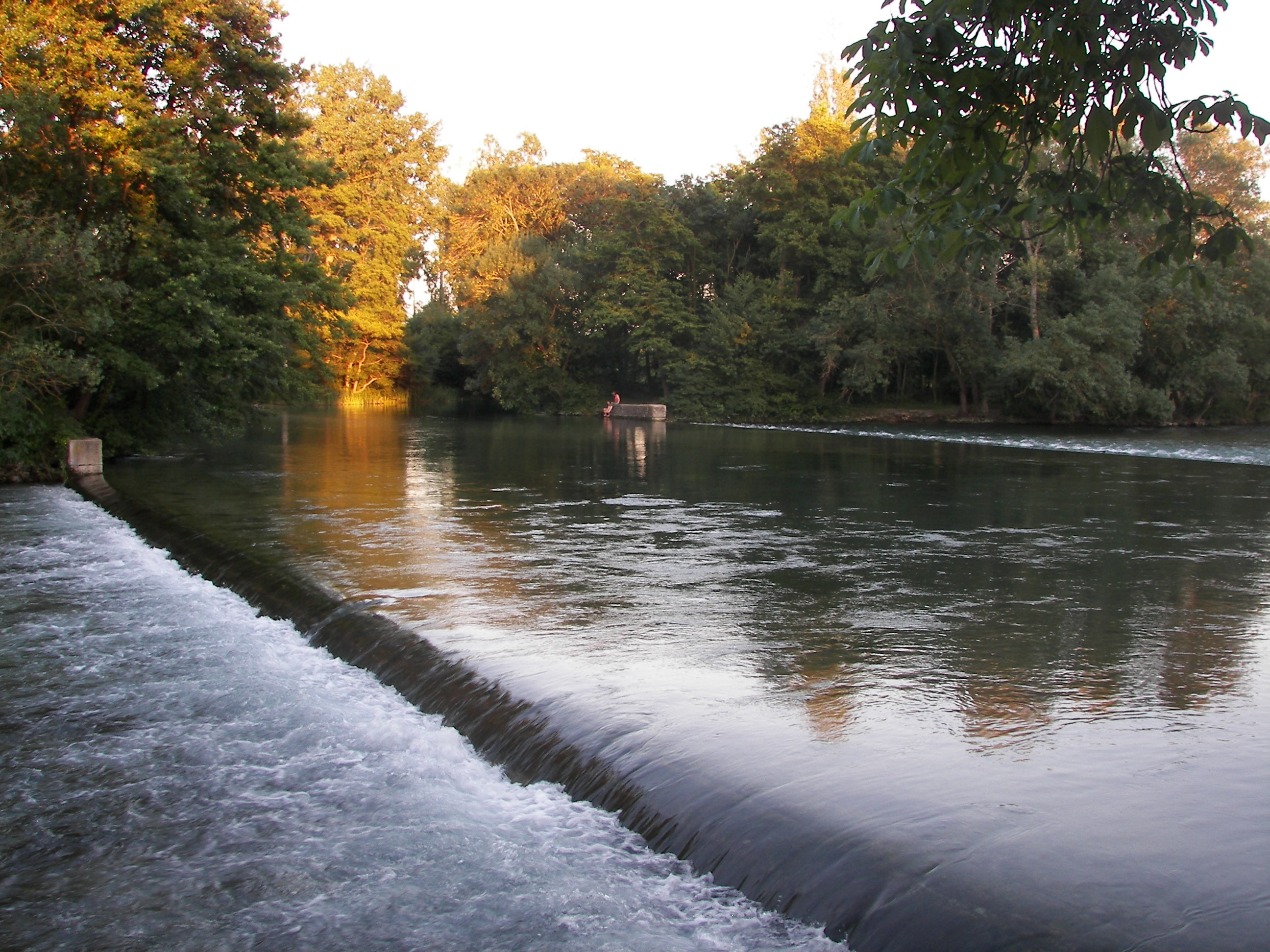
La Sorgue allo sdoppiamento dell'alveo

Dotato di un fisico imponente, quasi due metri di altezza, e di carattere impulsivo, Char praticò il rugby insieme all'amico Jean Garcin. Nel 1923 René lasciò il liceo Mistral di Avignone, in cui si era iscritto nel 1918, a causa di una lite con un docente che derideva i suoi primi tentativi poetici. Nel 1924 fece un viaggio in Tunisia, dove suo padre aveva creato un piccolo laboratorio di intonacatura; nel 1925 seguì i corsi della Scuola di Commercio di Marsiglia cui tuttavia non dimostrò grande interesse. Lesse Plutarco, François Villon, Racine, i romantici tedeschi, Alfred de Vigny, Gérard de Nerval, Charles Baudelaire, Rimbaud, Mallarmé, Lautréamont e poesie di Paul Éluard.
Dopo aver lavorato a Cavaillon in una ditta di spedizioni di frutta e verdura, nel 1927 Char prestò servizio militare a Nîmes, assegnato alla biblioteca degli ufficiali. In tale occasione scrisse la sua prima critica, relativa a un romanzo di André de Richaud, per la rivista parigina  "Le Rouge et le Noir", con la quale collaborò fino al 1929. Nel 1928, grazie all'aiuto finanziario della nonna morta nel dicembre del 1926, la rivista pubblicò anche la sua prima raccolta Les Cloches sur le cœur, realizzata con le poesie scritte fra il 1922 e il 1926. In seguito René distrusse la maggior parte dei 153 esemplari di tale pubblicazione. Nel 1928 pubblicò un articolo sulla città di Uzès nella rivista "La Cigale uzégeoise" e nel 1929 una vecchia poesia su "Le Feu" di Aix-en-Provence.

### 1929-1939
All'inizio del 1929, aiutato finanziariamente dal direttore della ditta di spedizioni di Cavaillon dove aveva lavorato, René Char con André Cayatte, conosciuto durante il servizio militare, fondò la rivista Méridiens, di cui uscirono tre numeri da maggio a dicembre. Nel secondo numero Char pubblicò una lettera inedita del sindaco di Charenton-Saint-Maurice sulla morte del Marchese de Sade, ritrovata nella biblioteca delle sorelle Roze. In settembre inviò uno dei ventisei esemplari fuori commercio della sua seconda raccolta di poesie, Arsenal, pubblicata in agosto a Nîmes, a Paul Éluard, che gli fece visita in autunno all’Isle-sur-la-Sorgue, dove trascorse tre settimane. A fine novembre Char giunse a Parigi, dove incontrò fra gli altri Louis Aragon, André Breton e René Crevel. Char aderì al gruppo surrealista nel momento in cui Robert Desnos, Jacques Prévert e Raymond Queneau lo abbandonavano, e pubblicò a dicembre Profession de foi du sujet nel dodicesimo numero de La révolution surréaliste. Per quattro anni collaborò alle attività del movimento, di cui divenne tesoriere nel biennio 1931/1932. Nel dicembre del 1934 tuttavia si distaccò dal gruppo, scrivendo ad Antonin Artaud: « Il surrealismo è morto per il settarismo imbecille dei suoi adepti».

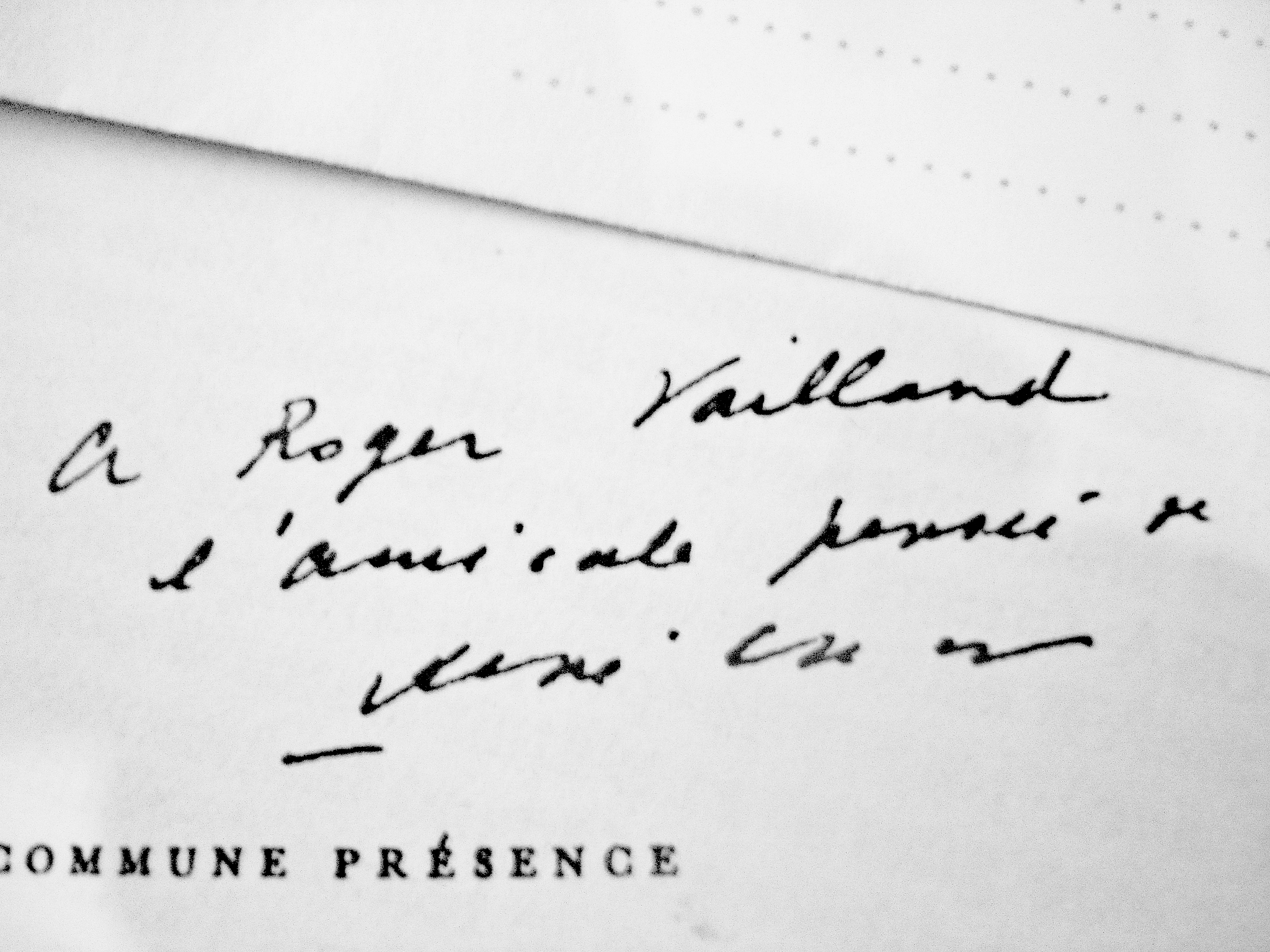
Firma autografa di René Char a Roger Vailland

Nel 1930 Char venne ferito da una coltellata all'inguine durante una rissa in un bar di Parigi. In quel periodo Char condivise con Éluard una vita libera e fastosa; in maggio i due amici accolsero nella propria abitazione Nusch Éluard, senza lavoro, senza tetto e futura moglie di Éluard dal 1934. Mentre si dedicava alla lettura dei presocratici e dei grandi alchimisti, Char diede alle stampe una seconda edizione rielaborata di Arsenal. Nel mese di aprile pubblicò a Nîmes Le Tombeau des secrets, poesie corredate da dodici fotografie, fra cui un collage di Breton e di Éluard, e Ralentir travaux, dal titolo ispirato ad un cartello stradale, poesie scritte fra il 25 e il 30 marzo in collaborazione con Breton ed Éluard fra Avignone e Valchiusa. Nel luglio del 1930, insieme ad Aragon, Breton, ed Éluard fu tra i fondatori della rivista "Il Surrealismo". Char, durante l'estate, tornò in Provenza, vicino a Cannes e con Nusch e  Éluard si imbarcò a Marsiglia, facendo scalo a Barcellona per fermarsi qualche tempo a  Cadaqués a casa di Salvador Dalí e di sua moglie Gala. Nel mese di novembre le poesie di Artine uscirono nelle Edizioni Surrealiste di José Corti, con un'incisione di Dalì.
Nel febbraio del 1931 Éluard tornò a visitare Char a l'Isle in compagnia di Jean e Valentine Hugo. Il gruppo visitò Ménerbes, Gordes, Lacoste e in particolare Saumane-de-Vaucluse, i cui due castelli appartenevano alla famiglia del Marchese de Sade. Nel 1931 Char firmò i volantini surrealisti per il film  "L'âge d'or", realizzato da Dalí e Buñuel, che venne attaccato dalle formazioni di destra. Nel luglio del 1931 Char pubblicò infine L'action de la justice est éteinte. 

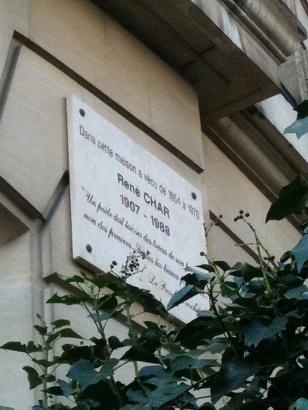
Rue de Chanaleilles nº 4, lapide commemorativa di René Char

Dilapidata ormai l'eredità ricevuta da suo padre, nel 1932 Char andò ad abitare in Rue Becquerel, nell'appartamento arredato da Éluard per Gala, prima che quest'ultima lo lasciasse per sposare Dalí. Durante l'estate Char con Francis Curel visitò la Spagna dove, sulla spiaggia di Juan-les-Pins, incontrò Georgette Goldstein, che divenne sua moglie a Parigi nell'ottobre dello stesso anno. Éluard fu uno dei testimoni. Nel gennaio del 1933 Char si concesse un breve soggiorno a Berlino con Éluard e firmò un volantino antifascista. Nel 1934 sovrintese alla pubblicazione in 500 copie del Marteau sans maître presso l'editore José Corti. Il testo, rifiutato da Gallimard, era illustrato con un'incisione donatagli da Kandinsky. Nel 1934 Char conobbe anche il poeta francese Gilbert Lely, con cui coltivò una lunga amicizia.
Nel 1935 ospitò Tristan Tzara con la moglie Greta Knutson a l'Isle, dove, nel 1936, si sistemò con Georgette rinunciando all'appartamento parigino, e dove venne nominato amministratore delegato della società degli Intonacatori di Valchiusa, che era stata diretta da suo padre. Una forma di setticemia lo costrinse tuttavia a rinunciare all'incarico nel maggio del 1937. Durante la lunga convalescenza, durata oltre un anno, Char lesse le opere di D'Alembert, di D'Holbach, di Helvétius. Éluard e Man Ray aiutarono Char a preparare Dépendance de l'adieu, illustrato con un disegno di Picasso che Éluard gli aveva presentato. Il testo venne pubblicato a maggio da GLM, la stessa casa editrice con cui nel 1936 pubblicò Moulin premier con l'aiuto economico di Éluard.
Nel 1937 Char e Georgette ricevettero a Céreste la coppia dei surrealisti belgi Louis Scutenaire e Irène Hamoir; Char si innamorò di Irène ma il marito intervenne per interrompere immediatamente la relazione. Nello stesso 1937 Char pubblicò Placard pour un chemin des écoliers, dedicato ai figli delle vittime della guerra civile spagnola.
Nel febbraio del 1938 Char propose a Christian Zervos i suoi primi lavori sui pittori Corot e Courbet. Nello stesso anno Char s'innamorò appassionatamente della pittrice Greta Knutson, passione durata fino al 1944. Insieme a Greta, già separatasi da Tristan Tzara, Char trascorse il mese d'agosto a Maubec, nel Luberon, dove iniziò a comporre le poesie del Visage nuptial, impregnate della presenza di lei. Al fianco di Greta Char scoprì il romanticismo tedesco e, in particolare, l'opera di Hölderlin, così come la filosofia di Martin Heidegger. In settembre Char venne richiamato e nel 1939 venne destinato a Nîmes come soldato semplice.

### 1939-1945
Durante l'occupazione René Char, sotto il nome di «Capitaine Alexandre», partecipò attivamente alla Resistenza. Fu destinato al Comando del Servizio di azione paracadutismo del settore della Durance e il suo quartier generale fu installato a Céreste. I Feuillets d’Hypnos, poi riproposto nel volume Fureur et mystère, e le sue annotazioni sulla resistenza "sono calcolati per restituire l'immagine di una particolare attività, di una particolare concezione della Resistenza e, innanzitutto, di un particolare individuo, con la sua molteplicità interiore, le sue alternanze e anche la sua differenziazione, che il poeta non è mai disposto a dimenticare. L'apparente frammentarietà del racconto mostra l'allergia di René ad ogni sorta di retorica, a quelle transizioni, introduzioni e spiegazioni che costituiscono il tessuto interno di ogni corpo narrativo normalmente costituito; poiché non sussistono, separatamente, che le parti viventi, ciò dà ai Feuillets d'Hypnos una falsa aria di raccolta di aforismi o di diario intimo, mentre la composizione d'insieme e perfino le annotazioni sono molto calcolate. Il tutto mostra un'immagini meno comuni e più approfondite di ciò che fu la resistenza europea al nazismo".
I Billets à Francis Curel, datati dal 1941 al 1948 e raccolti nell'opera Recherche de la base et du sommet sono complementari alla lettura dei Feuillets d'Hypnos, e chiariscono ciò che fu per Char la Resistenza: il rifiuto di pubblicare durante l'occupazione, la denuncia del nazismo e del collaborazionismo francese, gli acuti e dolorosi interrogativi sulle sue azioni e sulle sue missioni e infine il distacco al termine della guerra.

### 1946-1988

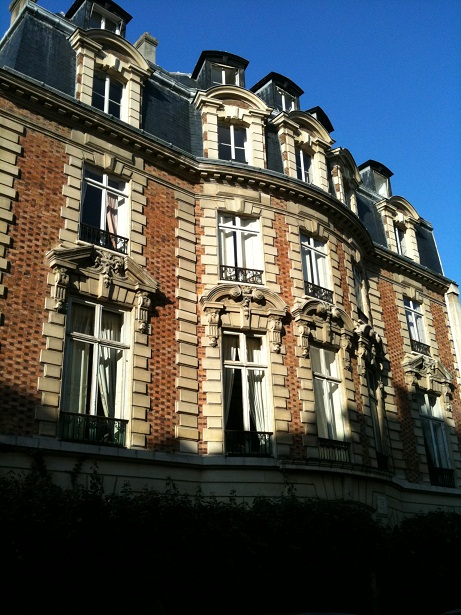
Rue de Chanaleilles nº 4, in cui René Char abitò con Albert Camus

Il dopoguerra lasciò Char profondamente pessimista sulla situazione politica francese e su quella internazionale per tutto il resto della vita, come testimoniano le opere À une sérénité crispée e L’Âge cassant (quest'ultima inserita nel volume  Recherche de la base et du sommet). Sotto tale aspetto le sue percezioni sono molto vicine a quelle de L'Homme révolté di Albert Camus, autore con il quale Char instaurò una profonda amicizia.
Il 9 luglio del 1949 Char  divorziò da Georgette Goldstein. Durante gli anni cinquanta e sessanta, malgrado brevi e sfortunate esperienze in campo teatrale e cinematografico, Char raggiunse la sua piena maturità poetica, pubblicando Les Matinaux, La Bibliothèque est en Feu, Lettera amorosa, Retour Amont (raccolto poi nel volume La Parole en Archipel et Le Nu perdu). Char avvertì la necessità di rendere omaggio ai poeti e ai pittori che lo avevano accompagnato e che avevano nutrito la sua ispirazione, coloro che nella Recherche de la base et du sommet definì i "grandi impegnativi" e gli "alleati sostanziali". Pur rifiutando ogni forma di letteratura impegnata, nel 1966 René Char partecipò attivamente alle manifestazioni contro l'installazione dei missili a testata nucleare sul Plateau d'Albion.
Negli ultimi due decenni di vita Char pubblicò alcune raccolte quali La Nuit talismanique qui brillait dans son cercle, Aromates Chasseurs  e Chants de la Ballandrane, oltre al "Cahier de l'Herne" (1971); la Bibliothèque de la Pléiade pubblicò l'opera completa nel 1983.
Nell'ottobre del 1987 Char sposò l'editrice Marie-Claude de Saint-Seine, e l'anno successivo si spense a causa di una crisi cardiaca, all'età di 80 anni. L’Hôtel Campredon o "Maison René Char", a l’Isle-sur-la-Sorgue, espose una collezione di manoscritti, disegni, dipinti e oggetti d’arte appartenuti à René Char.

## L'opera
Maurice Blanchot, in La Part du feu, e soprattutto in L'entretien infini osservava come la poesia di Char sul piano formale trovasse la sua espressione privilegiata nel verso aforistico, nel frammento, nella poesia in prosa: «La parola non è mai scritta in vista dell'unità. Di per se stessa appare nella propria lacerazione, come un frammento di meteora staccatosi da un cielo sconosciuto, impossibile da ricollegare a qualunque altra cosa conosciuta. Le frasi sono isole di senso; più che coordinate, sono poste le une dopo le altre, e conferiscono un senso di potente stabilità come le pietre dei grandi templi egizi».

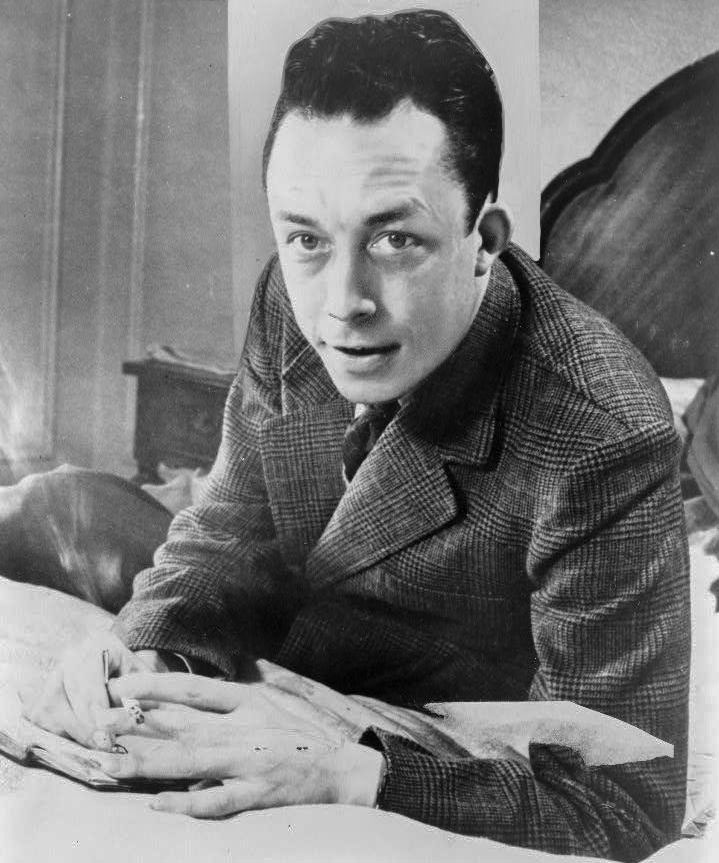
Albert Camus

Nella prefazione all'edizione tedesca delle "Poesie" di Char, uscita nel 1959, Albert Camus scrisse: «Ritengo che René Char sia il nostro maggiore poeta vivente e che Fureur et mystère sia ciò che la poesia francese ci ha dato di più sorprendente dopo Les Illuminations e Alcools. [...] In effetti la novità di Char è strepitosa. Egli è senza dubbio passato per il surrealismo, ma prestandosi e non donandosi, per il tempo necessario ad accorgersi che i suoi passi erano più sicuri quando camminava da solo. Dalla pubblicazione di Seuls demeurent, una manciata di poesie è bastata comunque a sollevare sulla nostra poesia un vento libero e vergine. Dopo tanti anni in cui i nostri poeti, votati anzitutto alla fabbricazione di "ninnoli di vacuità", non avevano fatto altro che lasciare il liuto per prendere la tromba e la poesia diventava una salubre sgobbata. [...] L'uomo e l'artista, che camminano con lo stesso passo, si sono immersi ieri nella lotta contro il totalitarismo hitleriano, e oggi nella denuncia dei nichilismi contrari e complici che dilaniano il nostro mondo. [...] Poeta della rivolta e della libertà, egli non ha mai accettato il compiacimento, né ha confuso, secondo la sua espressione, la rivolta con l'umore. [...] Senza averlo voluto, e soltanto per non aver rifiutato niente dei suoi tempi, Char, allora, fa molto di più che  esprimere la nostra realtà attuale: egli è anche il poeta dei nostri giorni avvenire. Benché solitario, egli riunisce, accomuna e, all'ammirazione che suscita, si mescola quel grande calore fraterno nel quale l'umanità produce i suoi frutti migliori. Siamone certi, è ad opere come questa che noi potremo ormai fare ricorso e chiedere chiaroveggenza».
René Char attinse alle forze creatrici della pittura, appassionandosi all'opera di Georges de La Tour e dedicando ai quadri i testi poetici in Fureur et mystère e in Le Nu perdu, dove il legame fra stilistica e opera pittorica veniva inasprito.

## Opere

### Raccolte poetiche
- Arsenal, 1929
- Ralentir Travaux, 1930, in collaborazione con André Breton e Paul Éluard
- Artine, 1930
- Le Marteau sans maître, 1934
- Placard pour un chemin des Écoliers,  1937
- Seuls demeurent, 1945
- Le Poème pulvérisé, 1945
- Feuillets d'Hypnos, 1946
- Fureur et Mystère, 1948. Il volume contiene Seuls demeurent, Feuillets d'Hypnos, Les Loyaux adversaires, Le Poème pulvérisé e Fontaine narrative
- Le Soleil des eaux, 1949
- Les Matinaux, 1950
- L'Art bref suivi de Premières alluvions, 1950
- À une sérénité crispée, 1951
- Lettera Amorosa, 1952
- Le Rempart de brindilles, 1953, illustrato con acqueforti di Wifredo Lam
- Recherche de la base et du sommet, 1955
- En trente-trois morceaux, 1956
- La Parole en archipel, 1952-1960, 1962
- Dans la pluie giboyeuse, 1968
- Le Nu perdu, 1971
- Aromates chasseurs, 1976
- Chants de la Balandrane, 1977
- Fenêtres dormantes et porte sur le toit, 1979
- Les Voisinages de Van Gogh, 1985
- Éloge d'une soupçonnée, 1988.

### Varie
- La Postérité du soleil, In collaborazione con Albert Camus, fotografie di Henriette Grindat, Ginevra, E. Engelberts, 1965.
- Trousseau du moulin premier, Parigi, La Table Ronde, 2009, ISBN 978-2-7103-3153-7.

### Antologie
- René Char, Commune présence, Parigi, Gallimard.
- René Char, Dans l'atelier du poète. Scelta di poesie presentate nella versione iniziale, apparato biografico e critico approntato da Marie-Claude Char, Parigi, Gallimard, collana "Quarto", 1996 (1064 p.).

### Opere complete
- René Char, Opere  complete, Parigi, Gallimard, "Bibliothèque de la Pléiade", 1983; edizione riveduta nel 1995. Introduzione di Jean Roudaut.

### Corrispondenza
- René Char e Nicolas De Staël, Correspondance 1951-1954, Edizioni Busclats, 2010.
- Albert Camus & René Char, Correspondance 1946-1959, Parigi, Gallimard, 2007, edizione approntata, presentata e annotata da Franck Planeille.
- "Cher ami, cher poète", lettere di René Char a Vadim Kozovoï, Parigi, Po&sie, 2007, nº 119, pp. 7–39.
- Nel 2008 fu trovato all'Hôtel Drouot di Parigi un insieme di scritti composto da libri con dedica,  poesie manoscritte (fra cui undici inedite) e 521 lettere e cartoline postali indirizzate  fra il 1951 e il 1966 da René Char a Maryse Lafont, Parigi, Catalogo Binoche-Renaud-Giquello, Claude Oterelo expert, 19 e 20 maggio 2008, Hôtel Drouot, pp. 48–54.
- René Char e Raúl Gustavo Aguirre, Correspondance 1952-1983, Parigi, Gallimard, 2014, traduzione dallo spagnolo di Michèle Gazier, edizione a cura di Marie-Claude Char, prefazione di Rodolfo Alonso.

### Traduzioni in italiano
- Alleati sostanziali e grandi "astreignants" o la conversazione sovrana, traduzione a cura di Elisa Bricco, Edizioni San Marco dei Giustiniani, Genova, 2003, ISBN 88-7494-133-1.
- Lontano dalle nostre ceneri, con testo francese a fronte, traduzione a cura di Elisa Bricco, Edizioni San Marco dei Giustiniani, Genova, 2003, ISBN 978-88-7494-030-1.
- Poesie e prose, trad. di Giorgio Caproni, Milano, Feltrinelli, 1962.